# Хмелівський заказник
Хме́лівський зака́зник  — ботанічний заказник місцевого значення в Україні. Розташований у межах Роменського району Сумської області, вздовж річки Хмелівки. Знаходиться на території Хмелівської територіальної громади поблизу автодороги Т1914 між селами Хмелів і Сміле.

## Історія створення
Хмелівський заказник входить до складу природно-заповідного фонду України, охороняється як національне надбання, щодо якого встановлюється особливий режим охорони, відтворення й використання. Як об'єкт ПЗФ створений 31.12.1980 року з метою охорони і відновлення цінних в господарському, науковому, культурному відношенні рідкісних та зникаючих видів рослин. Узаконення заказника відбулось з прийняттям Програми «Збереження біологічного різноманіття, відтворення біологічних ресурсів та розвитку природно-заповідного фонду в Сумській області на перспективу до 2015 року». У 2016 році під час 36-го засідання Постійного комітету Конвенції про охорону дикої флори та фауни і природних середовищ існування, яка діє під егідою Ради Європи делегаціями сторін Конвенції були затверджені переліки об'єктів «Смарагдової мережі» Європи.
Використання території заказника дозволяється в оздоровчих, освітньо-виховних цілях, проведення науково-дослідних робіт, якщо цим не наноситься шкода природному комплексу і при погодженні з управлінням екології та природних ресурсів Сумської обласної державної адміністрації та адміністрації Хмелівської сільської ради.
Заказник отримав назву від назви села Хмелів, яке знаходиться неподалік.

## Загальна характеристика
Статус присвоєно для збереження корінної флори, розташованої вздовж річки Хмелівка, (притоки Сули). Перебуває у віданні: ДП «Роменський лісгосп» (Томашівське л-во, кв. 57). Площа 82 га. Ландшафт ботанічного заказника «Хмелівський» поєднує зони лісову та річкову.
Є місцем зростання видів рослин, занесених до обласного червоного списку (косарики черепичасті, зубниця п'ятилиста) і лікарських рослин (валер'яна лікарська, чина чорна, конвалія звичайна). У складі фауни представлені тварини, занесені до Червоної книги України (горностай, стрічкарка тополева, стрічкарка орденська малинова, синявець Мелеагр, жук-олень, вухань звичайний, вечірниця дозірна, боривітер звичайний), Європейського Червоного списку (равлик виноградний, мурашка руда лісова), Бернської конвенції (яструби великий та малий, канюк звичайний, сова вухата, зимняк, повзик звичайний, одуд, соловейко східний, вівсянка звичайна та ін.).
У Хмелівському заказнику налічується близько двохсот вісімдесяти шести  видів флори і двісті сімдесят видів фауни. Досліджено сорок чотири  види із списку Бернської конвенції.
Весною в лісовій зоні квітне проліска дволиста, яка опинилася під загрозою зникнення через масове збирання її для букетів. У заказнику повністю зникли реліктова водяна папороть, водяний горіх плаваючий. Вони не зустрічаються на цій території  із середини 70-х років ХХ століття.

## Галерея

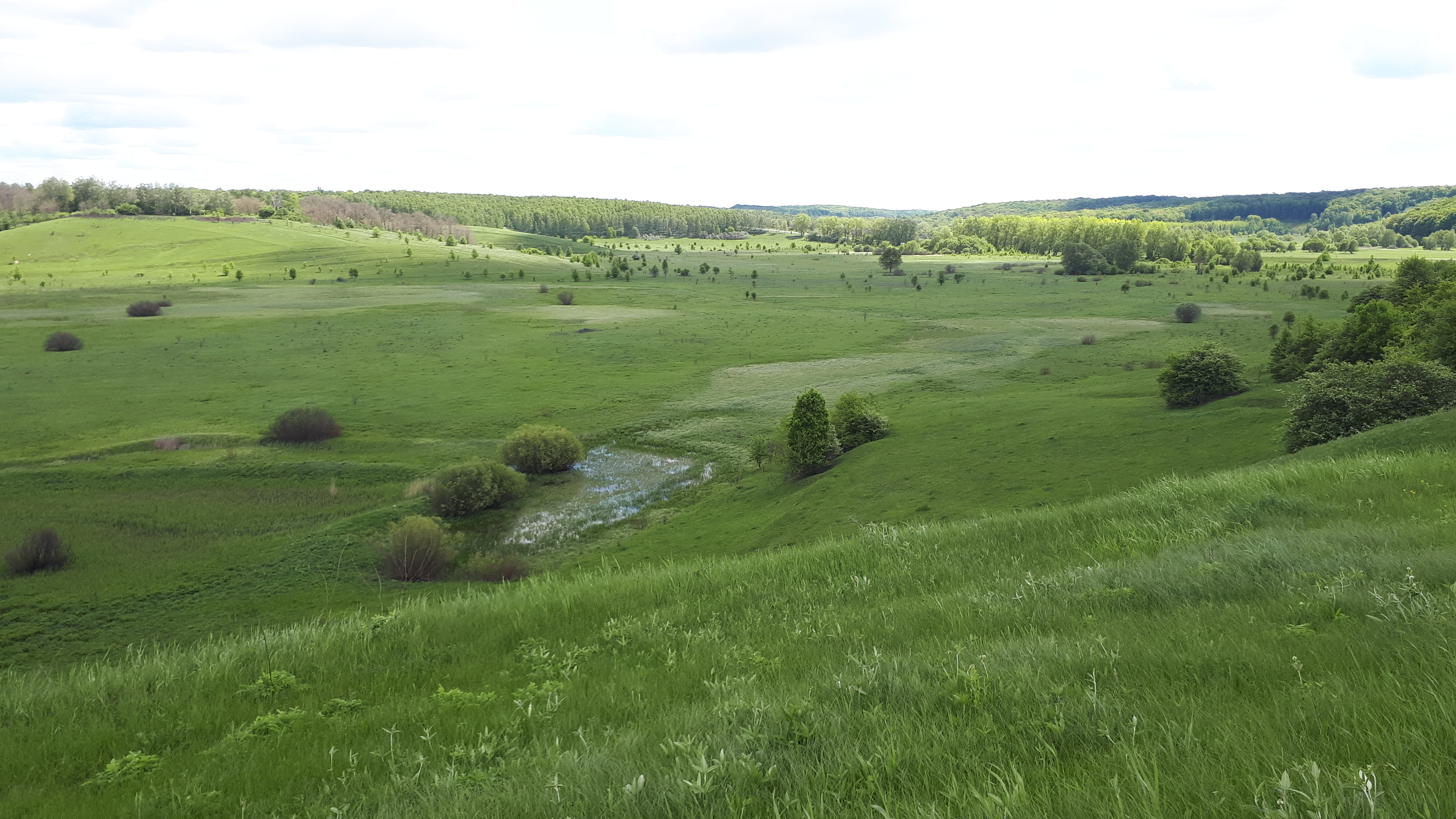
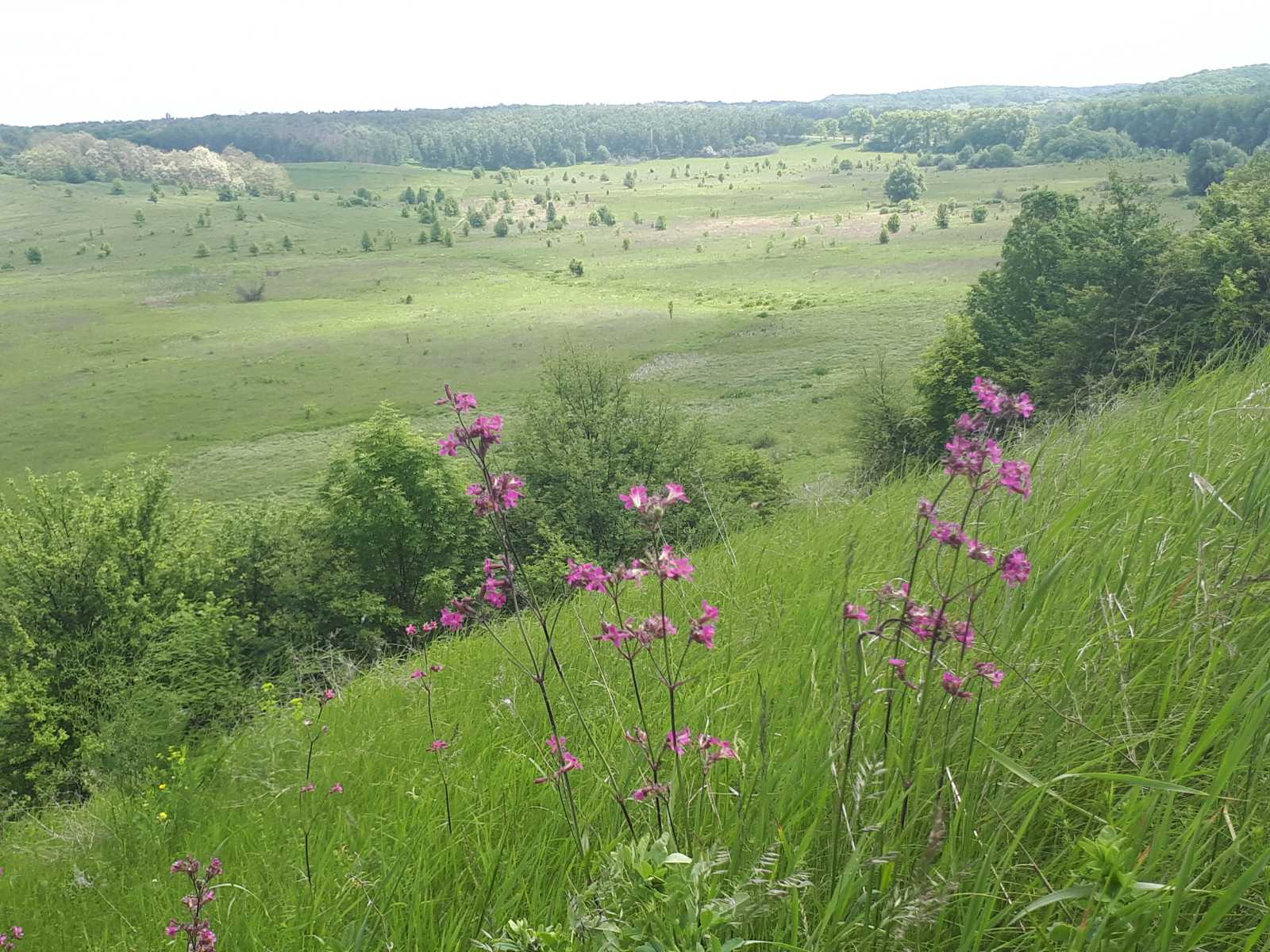
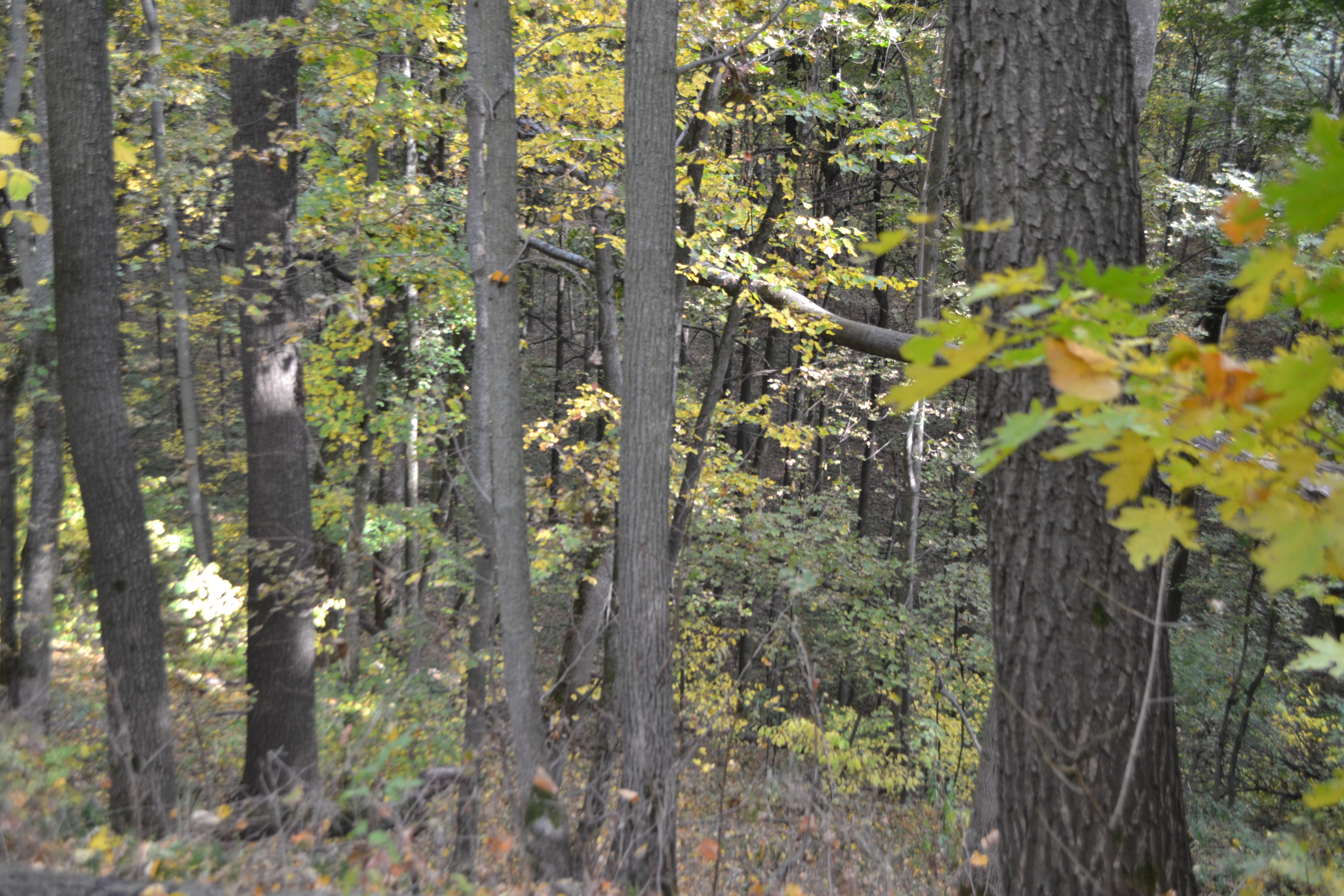
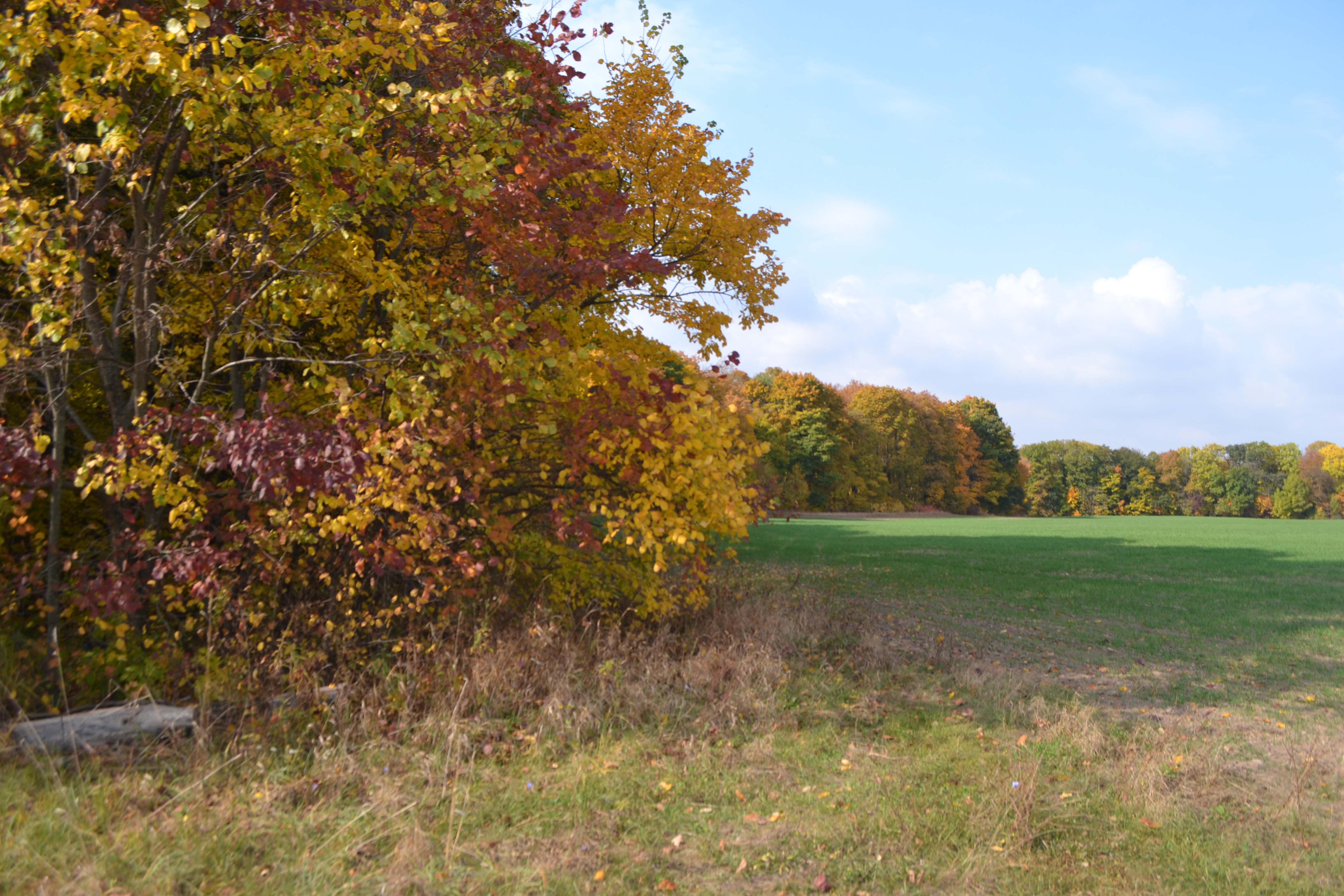
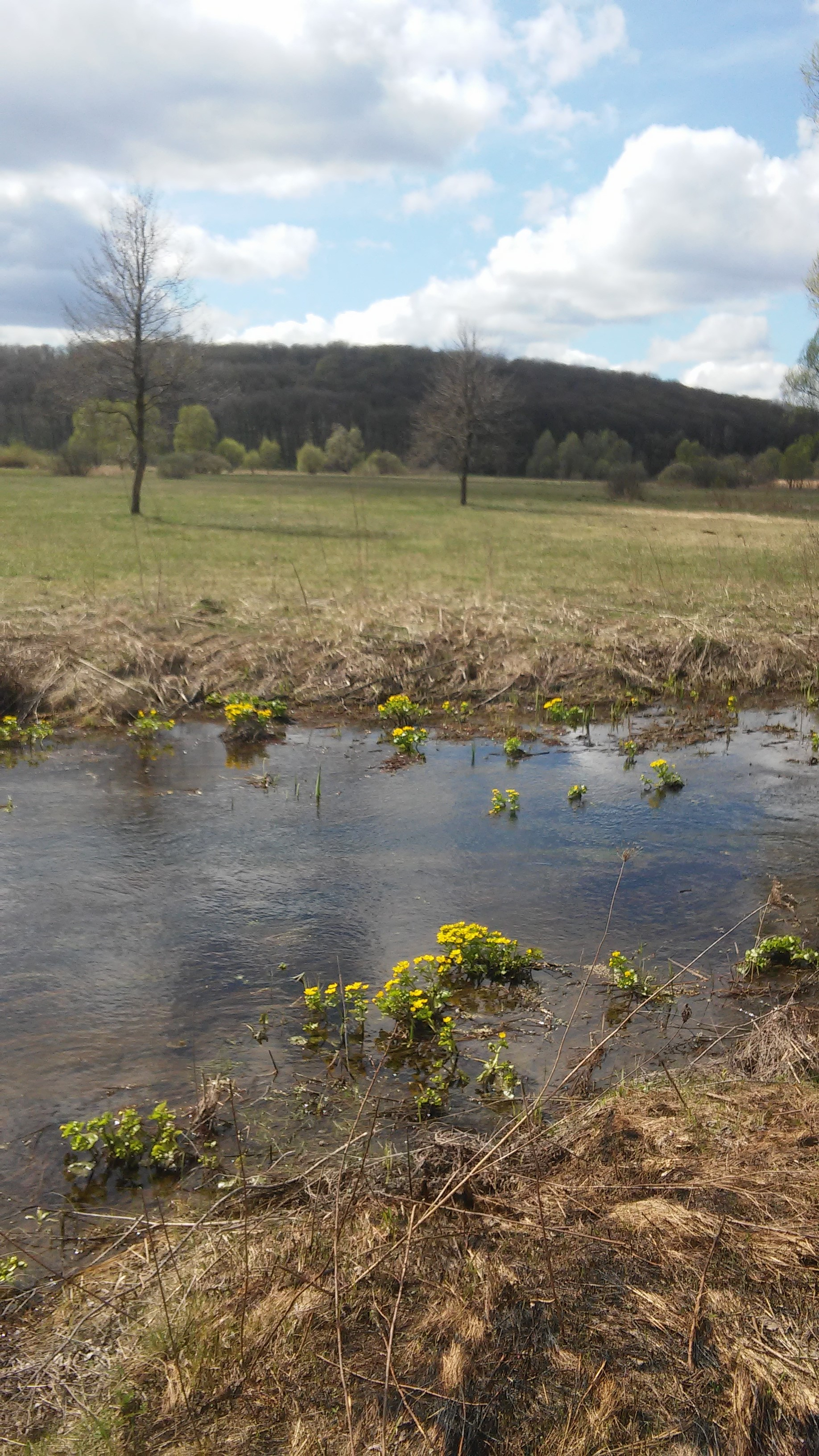